# Le Crest
Le Crest är en kommun i departementet Puy-de-Dôme i regionen Auvergne-Rhône-Alpes i centrala Frankrike. Kommunen ligger i kantonen Veyre-Monton som tillhör arrondissementet Clermont-Ferrand. År 2022 hade Le Crest 1 300 invånare.

## Befolkningsutveckling
Antalet invånare i kommunen Le Crest
| Referens: INSEE |